# Marcgravia umbellata
Marcgravia umbellata es una especie de planta trepadora perteneciente a la familia Marcgraviaceae. Es originaria de las Antillas Menores. 

## Taxonomía
Marcgravia umbellata fue descrito por Carlos Linneo y publicado en Species Plantarum 1: 503. 1753.
Etimología
Marcgravia: nombre genérico que fue otorgado en honor del botánico Georg Marcgraf.
umbellata: epíteto latíno que significa "con umbelas".